# Медаль «20 років Збройних сил Республіки Казахстан»
Ювілейна медаль «20 років Збройних сил Республіки Казахстан» (каз. «Қазақстан Республикасының Қарулы Күштеріне 20 жыл») — державна нагорода Республіки Казахстан, заснована для збройних сил РК Указом Президента від 10 жовтня 2011 року за № 159.

## Положення про медаль
1. Ювілейною медаллю нагороджуються військовослужбовці, які позитивно характеризуються по службі та зразково виконують свій військовий обов'язок, які перебувають до 7 травня 2012 року на військовій службі у Збройних Силах Республіки Казахстан та інші особи, які зробили значний внесок у будівництво Збройних Сил Республіки Казахстан.
2. Порядок подання та розгляду клопотань про нагородження ювілейною медаллю визначається Міністром оборони Республіки Казахстан.
3. Вручення ювілейної медалі проводиться від імені Президента Республіки Казахстан: Міністром оборони Республіки Казахстан, головою Комітету начальників штабів Міністерства оборони Республіки Казахстан та заступниками Міністра оборони Республіки Казахстан, начальниками структурних підрозділів Міністерства оборони, головних управлінь, головнокомандувачами видами, командувачами родами військ і регіональних командувань Збройних Сил Республіки Казахстан, командирами (начальниками) військових частин (установ), начальниками військових навчальних закладів та інших військових навчальних закладів.
4. Разом із медаллю нагородженому вручається посвідчення встановленого зразка.
5. Вручення ювілейної медалі проводиться в урочистій обстановці та вручається нагородженому особисто. Перед врученням оголошується наказ Міністра оборони Республіки Казахстан про нагородження.
6. Ювілейна медаль носиться на лівому боці грудей. За наявності державних нагород Республіки Казахстан розташовується після них.
7. Про вручення ювілейної медалі у списку для нагородження робиться відповідний запис.
8. Невручені медалі та посвідчення до них повертаються до Департаменту кадрів Міністерства оборони Республіки Казахстан із зазначенням причин повернення, про що робиться відповідна позначка у списках.
9. Облік нагороджень, а також звітність про хід вручення ювілейних медалей ведеться Департаментом кадрів Міністерства оборони Республіки Казахстан.

## Опис
Ювілейна медаль «Қазақстан Республикасының Қарулы Күштеріне 20 жыл» виготовляється з латуні та має форму кола діаметром 34 мм.
На лицьовій стороні медалі вміщена п'ятикутна опукла зірка червоного кольору з гладкими двогранними променями, сонце та ширяючий орел. Навколо зірки зображено національний орнамент.
На зворотному боці медалі по колу розташовується напис з датою «Қазақстан Республикасының Қарулы Kүштepi 1992—2012», по центру розташований напис «20 жыл».
Всі зображення та написи на медалі опуклі. Краї медалі облямовані бортиком.
Медаль за допомогою вушка та кільця з'єднується з п'ятикутною колодкою шириною 34 мм та висотою 50 мм, обтягнутою шовковою стрічкою муарової. Посередині стрічки розташовуються три золоті смужки шириною 2 мм, між якими дві червоні смужки шириною 2 мм, по краях золотистих смужок розташовані блакитні смуги шириною 9 мм. По краях стрічки зелені смуги завширшки 2 мм. Ширина стрічки — 32 мм.
Медаль за допомогою шпильки кріпиться до одягу.
Медаль виготовлена на Казахстанському монетному дворі в Усть-Каменогорську.